# Chesterfield (Dél-Karolina)
Chesterfield város az USA Dél-Karolina államában. Lakosainak száma 1357 fő (2020. április 1.).

## Népesség
A település népességének változása:

| 2010 | 1 472 |
| 2020 | 1 357 |

## Művelődés
A közkönyvtáruk a Chesterfield Megyei Könyvtári Rendszer egyik fiókja.